# IOC's landekoder
Den Internationale Olympiske Komité (IOC) anvender tre-bogstavs forkortede landekoder, når de skal referere til en gruppe af atleter, som deltager ved de olympiske lege. Hver kode identificerer én national olympisk komité (NOK), men der findes flere andre koder, som har været anvendt ved tidligere lege; f.eks. hvis en gruppe af atleter sammensættes fra flere nationer, eller grupper af atleter, der ikke formelt repræsentere nogen nation.
Flere af IOC's landekoder er forskellige fra standardkoderne i ISO 3166-1 alfa-3. Andre sportslige organisationer, såsom FIFA, anvender lignende systemer til at identificere de respektive holds nationalitet; men der er visse forskelle til IOC's system. Andre organisationer, såsom Commonwealth Games Federation og Association of Tennis Professionals, anvender IOC's landekoder.

## Aktuelle NOK-landekoder
Der er i øjeblikket 204 NOK'er (National Olympisk Komité) indenfor den olympiske bevægelse. Den følgende tabel viser de landekoder, der bliver anvendt i forbindelse med de forskellige NOK'er, og forskellige koder, der har været anvendt ved tidligere olympiske lege for de respektive NOK'er. Nogle af de tidligere IOC-koder er yderligere beskrevet i det efterfølgende afsnit. Hvis en nation anvender specielle koder for hhv. sommer- og vinter-OL indenfor det samme år, vil de hhv. været angivet med et "S" og et "V".

### A
| Kode | Link | Nation (NOK)          | Andre koder anvendt      |
| ---- | ---- | --------------------- | ------------------------ |
| AFG  |      | Afghanistan           |                          |
| ALB  |      | Albanien              |                          |
| ALG  |      | Algeriet              | AGR (1964), AGL (1968 S) |
| AND  |      | Andorra               |                          |
| ANG  |      | Angola                |                          |
| ANT  |      | Nederlandske Antiller |                          |
| ARG  |      | Argentina             |                          |
| ARM  |      | Armenien              |                          |
| ARU  |      | Aruba                 |                          |
| ASA  |      | Amerikansk Samoa      |                          |
| AUS  |      | Australien            |                          |
| AUT  |      | Østrig                |                          |
| AZE  |      | Aserbajdsjan          |                          |

### B
| Kode | Link | Nation (NOK)        | Andre koder anvendt         |
| ---- | ---- | ------------------- | --------------------------- |
| BAH  |      | Bahamas             |                             |
| BAN  |      | Bangladesh          |                             |
| BAR  |      | Barbados            | BAD (1964)                  |
| BDI  |      | Burundi             |                             |
| BEL  |      | Belgien             |                             |
| BEN  |      | Benin               | DAY (1964), DAH (1968–1976) |
| BER  |      | Bermuda             |                             |
| BHU  |      | Bhutan              |                             |
| BIH  |      | Bosnien-Hercegovina | BSH (1992 S)                |
| BIZ  |      | Belize              | HBR (1968–1972)             |
| BLR  |      | Hviderusland        |                             |
| BOL  |      | Bolivia             |                             |
| BOT  |      | Botswana            |                             |
| BRA  |      | Brasilien           |                             |
| BRN  |      | Brunei              |                             |
| BRU  |      | Brunei              |                             |
| BUL  |      | Bulgarien           |                             |
| BUR  |      | Burkina Faso        | VOL (1972–1984)             |

### C
| Kode | Link | Nation (NOK)                | Andre koder anvendt         |
| ---- | ---- | --------------------------- | --------------------------- |
| CAF  |      | Centralafrikanske Republik  | AFC (1968)                  |
| CAM  |      | Cambodja                    | CAB (1964), KHM (1972–1976) |
| CAN  |      | Canada                      |                             |
| CAY  |      | Caymanøerne                 |                             |
| CGO  |      | Congo                       |                             |
| CHA  |      | Tchad                       | CHD (1964)                  |
| CHI  |      | Chile                       | CIL (1956 V, 1960 S)        |
| CHN  |      | Kina                        |                             |
| CIV  |      | Elfenbenskysten             | IVC (1964), CML (1968)      |
| CMR  |      | Cameroun                    |                             |
| COD  |      | Demokratiske Republik Congo | COK (1968), ZAI (1972–1996) |
| COK  |      | Cookøerne                   |                             |
| COL  |      | Colombia                    |                             |
| COM  |      | Comorerne                   |                             |
| CPV  |      | Kap Verde                   |                             |
| CRC  |      | Costa Rica                  | COS (1964)                  |
| CRO  |      | Kroatien                    |                             |
| CUB  |      | Cuba                        |                             |
| CYP  |      | Cypern                      |                             |
| CZE  |      | Tjekkiet                    | TCH (1984)                  |

### D
| Kode | Link | Nation (NOK)          | Andre koder anvendt                |
| ---- | ---- | --------------------- | ---------------------------------- |
| DEN  |      | Danmark               | DAN (1960 S, 1968 V), DIN (1968 S) |
| DJI  |      | Djibouti              |                                    |
| DMA  |      | Dominica              |                                    |
| DOM  |      | Dominikanske Republik |                                    |

### E
| Kode | Link | Nation (NOK) | Andre koder anvendt          |
| ---- | ---- | ------------ | ---------------------------- |
| ECU  |      | Ecuador      |                              |
| EGY  |      | Egypten      | RAU (1960, 1968), UAR (1964) |
| ERI  |      | Eritrea      |                              |
| ESA  |      | El Salvador  | SAL (1964–1976)              |
| ESP  |      | Spanien      | SPA (1956–1964, 1968 V)      |
| EST  |      | Estland      |                              |
| ETH  |      | Etiopien     | ETI (1960, 1968)             |

### F
| Kode | Link | Nation (NOK) | Andre koder anvendt |
| ---- | ---- | ------------ | ------------------- |
| FIJ  |      | Fiji         | FIG (1960)          |
| FIN  |      | Finland      |                     |
| FRA  |      | Frankrig     |                     |
| FSM  |      | Mikronesien  |                     |

### G
| Kode | Link | Nation (NOK)     | Andre koder anvendt           |
| ---- | ---- | ---------------- | ----------------------------- |
| GAB  |      | Gabon            |                               |
| GAM  |      | Gambia           |                               |
| GBR  |      | Storbritannien   | GRB (1956 V–1960), GBI (1964) |
| GBS  |      | Guinea-Bissau    |                               |
| GEO  |      | Georgien         |                               |
| GEQ  |      | Ækvatorialguinea |                               |
| GER  |      | Tyskland         | ALL (1968 V), ALE (1968 S)    |
| GHA  |      | Ghana            |                               |
| GRE  |      | Grækenland       |                               |
| GRN  |      | Grenada          |                               |
| GUA  |      | Guatemala        | GUT (1964)                    |
| GUI  |      | Guinea           |                               |
| GUM  |      | Guam             |                               |
| GUY  |      | Guyana           | GUA (1960), GUI (1964)        |

### H
| Kode | Link | Nation (NOK) | Andre koder anvendt  |
| ---- | ---- | ------------ | -------------------- |
| HAI  |      | Haiti        |                      |
| HKG  |      | Hongkong     | HOK (1960–1968)      |
| HON  |      | Honduras     |                      |
| HUN  |      | Ungarn       | UNG (1956 V, 1960 S) |

### I
| Kode | Link | Nation (NOK)          | Andre koder anvendt           |
| ---- | ---- | --------------------- | ----------------------------- |
| INA  |      | Indonesien            | INS (1960)                    |
| IND  |      | Indien                |                               |
| IRI  |      | Iran                  | IRN (1956–1988), IRA (1968 W) |
| IRL  |      | Irland                |                               |
| IRQ  |      | Irak                  | IRK (1960, 1968)              |
| ISL  |      | Island                | ICE (1960 V, 1964 S)          |
| ISR  |      | Israel                |                               |
| ISV  |      | Amerikanske Jomfruøer |                               |
| ITA  |      | Italien               |                               |
| IVB  |      | Britiske Jomfruøer    |                               |

### J
| Kode | Link | Nation (NOK) | Andre koder anvendt                |
| ---- | ---- | ------------ | ---------------------------------- |
| JAM  |      | Jamaica      |                                    |
| JOR  |      | Jordan       |                                    |
| JPN  |      | Japan        | GIA (1956 V, 1960 S), JAP (1960 W) |

### K
| Kode | Link | Nation (NOK)  | Andre koder anvendt                  |
| ---- | ---- | ------------- | ------------------------------------ |
| KAZ  |      | Kasakhstan    |                                      |
| KEN  |      | Kenya         |                                      |
| KGZ  |      | Kirgisistan   |                                      |
| KIR  |      | Kiribati      |                                      |
| KOR  |      | Sydkorea      | COR (1956 V, 1960 S, 1968 S, 1972 S) |
| KSA  |      | Saudi-Arabien | ARS (1968–1976), SAU (1980–1984)     |
| KUW  |      | Kuwait        |                                      |

### L
| Kode | Link | Nation (NOK)  | Andre koder anvendt          |
| ---- | ---- | ------------- | ---------------------------- |
| LAO  |      | Laos          |                              |
| LAT  |      | Letland       |                              |
| LBA  |      | Libyen        | LYA (1964), LBY (1968 W)     |
| LBR  |      | Liberia       |                              |
| LCA  |      | Saint Lucia   |                              |
| LES  |      | Lesotho       |                              |
| LIB  |      | Libanon       | LEB (1960 V, 1964 S)         |
| LIE  |      | Liechtenstein | LIC (1956 V, 1964 S, 1968 W) |
| LTU  |      | Litauen       | LIT (1992 V)                 |
| LUX  |      | Luxembourg    |                              |

### M
| Kode | Link | Nation (NOK)  | Andre koder anvendt               |
| ---- | ---- | ------------- | --------------------------------- |
| MAD  |      | Madagaskar    | MAG (1964)                        |
| MAR  |      | Marokko       | MRC (1964)                        |
| MAS  |      | Malaysia      | MAL (1964–1988)                   |
| MAW  |      | Malawi        |                                   |
| MDA  |      | Moldova       | MLD (1994)                        |
| MDV  |      | Maldiverne    |                                   |
| MEX  |      | Mexico        |                                   |
| MGL  |      | Mongoliet     | MON (1968 V)                      |
| MHL  |      | Marshalløerne |                                   |
| MLI  |      | Mali          |                                   |
| MLT  |      | Malta         | MAT (1960–1964)                   |
| MNE  |      | Montenegro    |                                   |
| MON  |      | Monaco        |                                   |
| MOZ  |      | Mozambique    |                                   |
| MRI  |      | Mauritius     |                                   |
| MTN  |      | Mauretanien   |                                   |
| MYA  |      | Myanmar       | BIR (1960, 1968–1988), BUR (1964) |

### N
| Kode | Link | Nation (NOK)   | Andre koder anvendt                                                     |
| ---- | ---- | -------------- | ----------------------------------------------------------------------- |
| NAM  |      | Namibia        |                                                                         |
| NCA  |      | Nicaragua      | NCG (1964), NIC (1968)                                                  |
| NED  |      | Holland        | OLA (1956 V), NET (1960 W), PBA (1960 S), NLD (1964 S), HOL (1968–1988) |
| NEP  |      | Nepal          |                                                                         |
| NGR  |      | Nigeria        | NGA (1964)                                                              |
| NIG  |      | Niger          | NGR (1964)                                                              |
| MKD  |      | Nordmakedonien |                                                                         |
| NOR  |      | Norge          |                                                                         |
| NRU  |      | Nauru          |                                                                         |
| NZL  |      | New Zealand    | NZE (1960, 1968 V)                                                      |

### O
| Kode | Link | Nation (NOK) | Andre koder anvendt |
| ---- | ---- | ------------ | ------------------- |
| OMA  |      | Oman         |                     |

### P
| Kode | Link | Nation (NOK)    | Andre koder anvendt              |
| ---- | ---- | --------------- | -------------------------------- |
| PAK  |      | Pakistan        |                                  |
| PAN  |      | Panama          |                                  |
| PAR  |      | Paraguay        |                                  |
| PER  |      | Peru            |                                  |
| PHI  |      | Filippinerne    | FIL (1960, 1968)                 |
| PLE  |      | Palæstina       |                                  |
| PLW  |      | Palau           |                                  |
| PNG  |      | Papua Ny Guinea | NGY (1976–1980), NGU (1984–1988) |
| POL  |      | Polen           |                                  |
| POR  |      | Portugal        |                                  |
| PRK  |      | Nordkorea       | NKO (1964 S, 1968 W), CDN (1968) |
| PUR  |      | Puerto Rico     | PRI (1960), PRO (1968)           |

### Q
| Kode | Link | Nation (NOK) | Andre koder anvendt |
| ---- | ---- | ------------ | ------------------- |
| QAT  |      | Qatar        |                     |

### R
| Kode | Link | Nation (NOK) | Andre koder anvendt                         |
| ---- | ---- | ------------ | ------------------------------------------- |
| ROU  |      | Rumænien     | ROM (1956–1960, 1972–2006), RUM (1964–1968) |
| RSA  |      | Sydafrika    | SAF (1960–1972)                             |
| RUS  |      | Rusland      |                                             |
| RWA  |      | Rwanda       |                                             |

### S
| Kode | Link | Nation (NOK)         | Andre koder anvendt                        |
| ---- | ---- | -------------------- | ------------------------------------------ |
| SAM  |      | Samoa                |                                            |
| SEN  |      | Senegal              | SGL (1964)                                 |
| SEY  |      | Seychellerne         |                                            |
| SIN  |      | Singapore            |                                            |
| SKN  |      | Saint Kitts og Nevis |                                            |
| SLE  |      | Sierra Leone         | SLA (1968)                                 |
| SLO  |      | Slovenien            |                                            |
| SMR  |      | San Marino           | SMA (1960–1964)                            |
| SOL  |      | Salomonøerne         |                                            |
| SOM  |      | Somalia              |                                            |
| SRB  |      | Serbien              |                                            |
| SRI  |      | Sri Lanka            | CEY (1960-1964, 1972), CEI (1968 S)        |
| STP  |      | São Tomé og Príncipe |                                            |
| SUD  |      | Sudan                |                                            |
| SUI  |      | Schweiz              | SVI (1956 V, 1960 S), SWI (1960 W, 1964 S) |
| SUR  |      | Surinam              |                                            |
| SVK  |      | Slovakiet            |                                            |
| SWE  |      | Sverige              | SVE (1956 V, 1960 S), SUE (1968 S)         |
| SWZ  |      | Eswatini             |                                            |
| SYR  |      | Syrien               | RAU (1960), SIR (1968)                     |

### T
| Kode | Link | Nation (NOK)       | Andre koder anvendt                          |
| ---- | ---- | ------------------ | -------------------------------------------- |
| TAN  |      | Tanzania           |                                              |
| TGA  |      | Tonga              | TON (1984)                                   |
| THA  |      | Thailand           |                                              |
| TJK  |      | Tadsjikistan       |                                              |
| TKM  |      | Turkmenistan       |                                              |
| TLS  |      | Østtimor           | IOA (Individual Olympic Athletes, 2000)      |
| TOG  |      | Togo               |                                              |
| TPE  |      | Kinesisk Taipei    | RCF (1960), TWN (1964–1968), ROC (1972–1976) |
| TTO  |      | Trinidad og Tobago | TRT (1964–1968) TRI (1972-2010)              |
| TUN  |      | Tunesien           |                                              |
| TUR  |      | Tyrkiet            |                                              |
| TUV  |      | Tuvalu             |                                              |

### U
| Kode | Link | Nation (NOK)               | Andre koder anvendt        |
| ---- | ---- | -------------------------- | -------------------------- |
| UAE  |      | Forenede Arabiske Emirater |                            |
| UGA  |      | Uganda                     |                            |
| UKR  |      | Ukraine                    |                            |
| URU  |      | Uruguay                    | URG (1968)                 |
| USA  |      | USA                        | SUA (1960 S), EUA (1968 S) |
| UZB  |      | Usbekistan                 |                            |

### V
| Kode | Link | Nation (NOK)                  | Andre koder anvendt         |
| ---- | ---- | ----------------------------- | --------------------------- |
| VAN  | atu/ | Vanuatu                       |                             |
| VEN  |      | Venezuela                     |                             |
| VIE  |      | Vietnam                       | VET (1964), VNM (1968–1976) |
| VIN  |      | Saint Vincent og Grenadinerne |                             |

### Y
| Kode | Link | Nation (NOK) | Andre koder anvendt |
| ---- | ---- | ------------ | ------------------- |
| YEM  |      | Yemen        |                     |

### Z
| Kode | Link | Nation (NOK) | Andre koder anvendt |
| ---- | ---- | ------------ | ------------------- |
| ZAM  |      | Zambia       | NRH (1964)          |
| ZIM  |      | Zimbabwe     | RHO (1960–1972)     |

## Historiske NOK'er og grupper
| Kode | Nation/Hold                                                       | Andre koder anvendt                                                  |
| ---- | ----------------------------------------------------------------- | -------------------------------------------------------------------- |
| AHO  | Nederlandske Antiller                                             |                                                                      |
| ANZ  | Australasien                                                      |                                                                      |
| BOH  | Bøhmen                                                            |                                                                      |
| BWI  | Vestindiske Føderation                                            | ANT (1960, 1968), WID (1964)                                         |
| EUA  | Tysklands forenede hold                                           | GER (1956–1964)                                                      |
| EUN  | Det forenede hold                                                 |                                                                      |
| FRG  | Vesttyskland                                                      | ALL (1968 V), ALE (1968 S), GER (1972–1976)                          |
| GDR  | DDR                                                               | ADE (1968)                                                           |
| RU1  | [[Det Russiske Kejserrige{{{altlink}}}\|Det Russiske Kejserrige]] |                                                                      |
| SCG  | Serbien og Montenegro                                             | YUG (1996 S-2002 V)                                                  |
| TCH  | Tjekkoslovakiet                                                   | CSL (1956 V), CZE (1960 V), CSV (1960 S), CZS (1964 S), CHE (1968 S) |
| URS  | Sovjetunionen                                                     | SOV (1968 W)                                                         |
| YUG  | Jugoslavien                                                       | JUG (1956–1960, 1968 W), YUS (1964 S)                                |
| ZZX  | Blandede hold                                                     |                                                                      |

### Forældede koder
| Kode | Nation (NOK)               | År        | Notes                                                                |                       |
| ---- | -------------------------- | --------- | -------------------------------------------------------------------- | --------------------- |
| BIR  | Myanmar                    | 1948–1988 | Nu Myanmar                                                           |                       |
| CEY  | Ceylon                     | 1948–1972 | Nu Sri Lanka                                                         |                       |
| DAH  | Dahomey                    | 1964–1976 | Nu Benin                                                             |                       |
| HBR  | Britisk Honduras           | 1968–1972 | Nu Belize                                                            |                       |
| KHM  | Khmerrepublikken           | 1972–1976 | Nu Cambodja                                                          |                       |
| MAL  | Malaya                     | 1956–1960 | Deltog uafhængigt indtil oprettelsen af Malaysia i 1963. Nu Malaysia |                       |
| NBO  | Britisk Nordborneo         | 1956      | Deltog uafhængigt indtil oprettelsen af Malaysia i 1963. Nu Malaysia |                       |
| NRH  | Nordrhodesia               | 1964      | Nu Zambia                                                            |                       |
| RAU  | Forenede Arabiske Republik | 1960      | Nu Egypten and Syrien                                                | Nu Egypten and Syrien |
| RHO  | Rhodesia                   | 1960–1972 | Nu Zimbabwe                                                          |                       |
| ROC  | Republikken Kina           | 1932–1976 | Nu deltagende under navnet ' Kinesisk Taipei'                        |                       |
| SAA  | Saarland                   | 1952      | Deltog uafhængigt indtil genforeningen med Vesttyskland i 1957.      |                       |
| UAR  | Forenede Arabiske Republik | 1964–1968 | Nu Egypten                                                           |                       |
| VOL  | Øvre Volta                 | 1972–1984 | Nu Burkina Faso                                                      |                       |
| YAR  | Nordyemen                  | 1984–1988 | Deltog uafhængigt indtil den yemiske genforening i 1990. Nu Yemen    |                       |
| YMD  | Sydyemen                   | 1988      | Deltog uafhængigt indtil den yemiske genforening i 1990. Nu Yemen    |                       |
| ZAI  | Zaire                      | 1972–1996 | Nu Demokratiske Republik Congo                                       |                       |
| —    | Britisk Guyana             | 1948–1964 | Nu Guyana                                                            |                       |
| —    | Guldkysten                 | 1952      | Nu Ghana                                                             |                       |